# Château de Sassetot
Le château de Sassetot (dit de Sissi) est une demeure du XVIIIe siècle, transformé en hôtel-restaurant, qui se dresse sur le territoire de la commune française de Sassetot-le-Mauconduit, dans le département de la Seine-Maritime, en région Normandie. L'édifice est partiellement inscrit au titre des monuments historiques.

## Localisation
le château est situé dans la commune de Sassetot-le-Mauconduit, dans le département français de la Seine-Maritime.

## Historique
Jean-Robert Bigot lance sa construction en 1772, à la fin du règne de Louis XV. La demeure sera achevée par son neveu, le marquis de Martainville. 
Adrien Charles Deshommets (1783-1847), ancien maire de Rouen et député de Seine-Inférieure qui y meurt.
Albert Perquer, riche armateur au Havre, en fait l'acquisition en 1872 et le fait restaurer et meubler richement. Véritable résidence princière, elle accueille, au cours de l'été 1875, Élisabeth de Wittelsbach, dite Sissi, lors d'un de ses séjours en France. Elle vient y passer trois mois avec sa suite de 70 personnes, loin des servitudes de la cour et du protocole. Sportive, elle goûte aux bains de mer quotidiens, accompagnés de séances de sport, alternant marche forcée et équitation. Elle y a emmené sa plus jeune fille, Marie-Valérie, atteinte de pneumonie, pour qu'elle profite de l'air iodé,,.
La demeure passe par alliance à la famille de Mun qui le conservera jusque dans la seconde moitié du XXe siècle. L'orateur catholique, Albert de Mun, y séjournera en été, jusqu'en 1914.

## Protection
Les façades et toitures du château et de l'orangerie, ainsi que le colombier sont inscrits au titre des monuments historiques par arrêté du 20 mai 1975.

## Pour approfondir